# OnePlus
 (janvier 2025).
OnePlus (chinois simplifié : 一加科技 ; pinyin : Yījiā Kējì) est une entreprise chinoise créée en décembre 2013. Basée à Shenzhen dans la province du Guangdong, elle est spécialisée dans la conception, le développement, la construction et la distribution de smartphones et écouteurs.

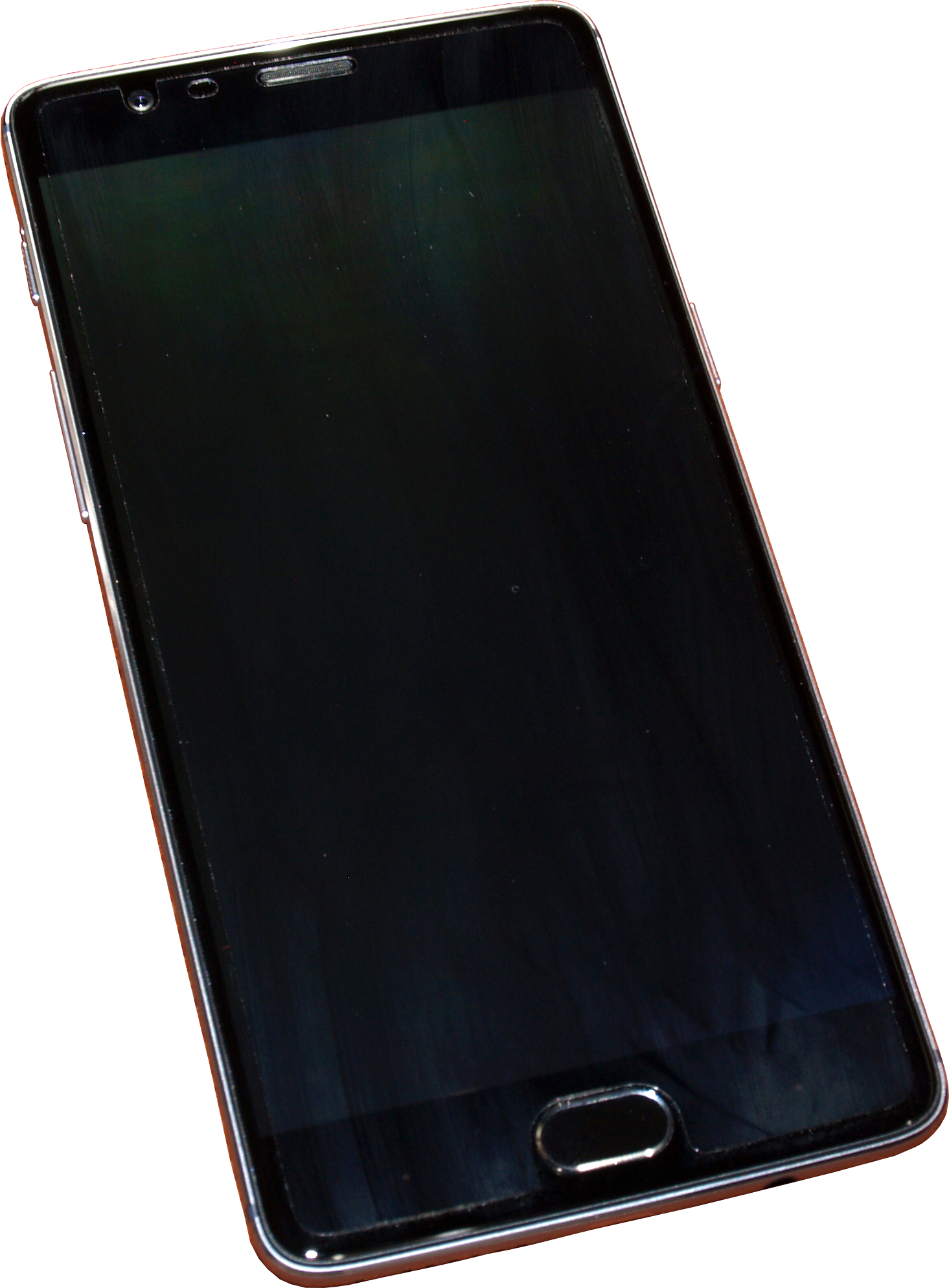
OnePlus 3

La marque est présente dans 42 pays.

## Histoire
En novembre 2013, Pete Lau démissionne de son poste de vice-président de l'industrie Oppo (fabricant de smartphone) afin de lancer avec Carl Pei, sa propre société baptisée "OnePlus". Lau souhaite innover sur le marché des téléphones et fait appel aux internautes pour définir avec lui le cahier des charges de son premier smartphone en fonction de leurs attentes. Ce dernier annonce ensuite le 7 janvier 2014 avoir signé un partenariat avec CyanogenMod, qui travaillera en tandem avec l’entreprise pour combiner leur expérience matérielle et l'expérience logicielle de OnePlus. Il annonce aussi ce jour-là le nom du premier mobile de la marque : OnePlus One.
Le 16 avril 2014, OnePlus informe que le OnePlus One sera disponible à partir du 23 avril et ce dans seize pays et que l'acquisition de ce dernier se fera par invitation. La firme justifie cette méthode car « elle ne veut pas prendre trop de risques » et que « fabriquer trop d'appareils qui ne se vendraient pas, pourrait facilement causer la perte de l'entreprise ». Dans son bilan de l'année 2014, OnePlus déclare que le OnePlus One s’est écoulé à un million d’exemplaires et qu'elle a réalisé un chiffre d’affaires de 300 millions de dollars.
Le 28 avril 2014, l’Autorité de surveillance des marchés de Shenzhen publie des fichiers indiquant que OnePlus possède un actionnaire institutionnel et qu'il s'agit de OPPO. La firme dément et justifie un malentendu expliquant que « OnePlus partage des investisseurs communs avec Oppo » et qu’il y a en fait deux Oppo : « L’un de ses investisseurs est Oppo Electronics. Il s’agit d’une société d’investissement et n’est pas la même chose que Oppo Mobile ».
Le 30 janvier 2015, un administrateur du forum OnePlus confirme l’arrivée en février d'un nouveau système d'exploitation intitulé OxygenOS (sauf pour la Chine qui va bénéficier d'une rom spécifique appelée H2OS) en remplacement de CyanogenMod. Ce changement fait suite à l'interdiction de la marque de vendre le OnePlus One en Inde à la suite d'une action en justice intentée par Micromax qui dispose d'une clause d’exclusivité avec Cyanogen dans ce pays. OxygenOS est officiellement disponible à partir du 3 avril.
Le 25 juin 2015, la société officialise la date d'annonce du successeur de son OnePlus One pour le 28 juillet : le OnePlus Two. La présentation aura lieu intégralement en réalité virtuelle et l’événement pourra être suivi à partir de n'importe quel modèle de casque construit sur celui du Google Cardboard. Après une semaine il totalise deux millions de réservations. Aussi, l'entreprise met aux enchères sur EBay des invitations au profit de l’UNICEF. Le constructeur chinois annonce que ses ventes aux enchères ont rapporté plus de 70 000 dollars (environ 63 000 euros). Par ailleurs, lors d'une vente flash réalisée sur le site de vente en ligne de la marque, 30 000 exemplaires ont été vendus en l’espace de 64 secondes. En France, le téléphone fut présenté au public via un évènement pop-up à Paris, dans les locaux de l'accélérateur Numa. Par la suite, la marque lança en exclusivité le smartphone sans invitations dans la boutique colette le 11 août 2015, évènement qui attira quelques centaines de fans de la marque
Le 14 octobre, OnePlus tease sur Twitter qu'une conférence de presse aura lieu à Londres le 29 octobre. La start-up présente ce jour-là le OnePlus X, son premier smartphone milieu de gamme.
Le 23 mai 2016, Carl Pei communique sur le forum officiel que 30 000 unités d'un casque de réalité virtuelle (Développé avec ANTVR) sont disponibles gratuitement et ce dans la boutique en ligne de la marque. Ce casque, appelé OnePlus Loop VR, a pour but de suivre en direct la conférence de lancement du OnePlus 3, le nouveau flagship de la firme, présenté le 14 juin,.
Une première boutique physique ouvre ses portes le 26 novembre 2015 à Pékin à l’attention de la presse seulement, afin de dévoiler les premières idées d’un magasin façon OnePlus. Elle sera officiellement ouverte à partir du 20 décembre au grand public.
Le 11 décembre 2015, OnePlus conclut un partenariat avec AirConsole (en). Cette alliance vise à permettre aux joueurs mobiles de jouer sur un écran d’ordinateur en utilisant le smartphone comme manette. L'entreprise a aussi déboursé 300 000 dollars pour un placement de produit dans la série House of Cards.
En septembre 2017, la marque chinoise annonce une édition limitée du OnePlus 5 avec le créateur et couturier français Jean-Charles Castelbajac. Baptisé OnePlus 5 JCC+, le modèle s'accompagne d'une série d'accessoires - t-shirts, tote, casquette ou étui à pistolet pour smartphone -  et est mis en vente chez colette.
En 2018, OnePlus annonce de nouveaux partenariats, afin que les acheteurs potentiels puissent venir tester les smartphones directement en boutique près de chez eux. Cela permet à la marque d'étendre son public mais également sa proximité avec la communauté.
Le 16 mai 2018, OnePlus annonce, à l'occasion de la sortie du OnePlus 6, un partenariat avec Bouygues Telecom, l'opérateur devenant ainsi l'unique FAI en France à commercialiser les smartphones OnePlus dans ses boutiques (physiques et en ligne).
Le 15 octobre 2018, OnePlus annonce un nouveau partenaire ayant l'exclusivité sur les ventes de ses smartphones en France, le groupe Fnac, pour la sortie de son nouveau fleuron, le OnePlus 6T.
Été 2020 OnePlus lance une nouvelle gamme de téléviseurs connectés sur le marché indien pour le moment.
En 2021, Oppo et OnePlus commenceraient à construire un partenariat, combinant leurs équipes de recherche matérielle en janvier de la même année. En juillet 2021, OnePlus a fusionné OxygenOS, son système d'exploitation basé sur Android utilisé depuis le OnePlus X et ColorOS d'Oppo. Les logiciels des deux sociétés restent séparés et servent leurs régions respectives avec OxygenOS pour les téléphones OnePlus dans le monde entier et ColorOS sur les appareils OnePlus et Oppo en Chine, mais partagent une base de code commune, ce qui, selon OnePlus, devrait standardiser son expérience logicielle et rationaliser le processus de développement des futures mises à jour d'OxygenOS,.
En mai 2024, OnePlus s'est développé en établissant des opérations officielles au Bangladesh. L'entreprise a également commencé à assembler des smartphones localement et a annoncé qu'elle commencerait à vendre sa gamme complète de produits dans le pays,,,,.

## Smartphones (produit principal)

### Liste  des smartphones (ère Carl Pei)
| Nom            | Nom de code    | Modèle international | Android initial | Android final | Date d'Annonce    | Date de sortie internationale |
| -------------- | -------------- | -------------------- | --------------- | ------------- | ----------------- | ----------------------------- |
| OnePlus 1      | bacon          | A0001                | 4.4.2           | 5.1.1         | 23 avril 2014     | 6 juin 2014                   |
| OnePlus 2      | oneplus2       | A2003                | 5.1             | 6.0.1         | 27 juillet 2015   | 11 août 2015                  |
| OnePlus X      | onyx           |                      | 5.1.1           | 6.0.1         | 29 octobre 2015   | 5 novembre 2015               |
| OnePlus 3      | oneplus3       | A3003                | 6.0.1           | 9.0           | 14 juin 2016      | 14 juin 2016                  |
| OnePlus 3T     | oneplus3t      | A3013                | 6.0.1           | 9.0           | 15 novembre 2016  | 28 novembre 2016              |
| OnePlus 5      | cheeseburger   | A5000                | 7.1.1           | 10.0          | 20 juin 2017      | 27 juin 2017                  |
| OnePlus 5T     | dumpling       | A5010                | 7.1.1           | 10.0          | 16 novembre 2017  | 21 novembre 2017              |
| OnePlus 6      | enchilada      | A6003                | 8.1             | 11.0          | 16 mai 2018       | 22 mai 2018                   |
| OnePlus 6T     | fajita         | A6013                | 9.0             | 11.0          | 29 octobre 2018   | 6 novembre 2018               |
| OnePlus 7      | guacamoleb     | GM1903               | 9.0             | 12.0          | 14 Mai 2019       | 25 Mai 2019                   |
| OnePlus 7 Pro  | guacamole      | GM1913               | 9.0             | 12.0          | 14 Mai 2019       | 25 Mai 2019                   |
| OnePlus 7T     | hotdogb        | HD1903               | 10.0            | 12.0          | 26 septembre 2019 | 28 septembre 2019             |
| OnePlus 7T Pro | hotdog         | HD1913               | 10.0            | 12.0          | 10 octobre 2019   | 12 octobre 2019               |
| OnePlus 8      | Instantnoodle  | IN2013               | 10.0            | 13.1          | 14 avril 2020     | 21 avril 2020                 |
| OnePlus 8 Pro  | Instantnoodleb | IN2023               | 10.0            | 12.0          | 14 avril 2020     | 21 avril 2020                 |
| OnePlus Nord   | avicii         | AC2001               | 10.0            | 12.0          | 21 juillet 2020   | 4 août 2020                   |

### Liste  des smartphones (ère post Carl Pei)
| Nom                    | Nom de code | Modèle international | Version d'Android | Date d'Annonce | Date de sortie internationale |
| ---------------------- | ----------- | -------------------- | ----------------- | -------------- | ----------------------------- |
| OnePlus 8T             | kebab       | KB2003               | 11.0              |                | 14 octobre 2020               |
| OnePlus N100           |             |                      | 10.0              |                | 11 novembre 2020              |
| OnePlus N10 5G         |             |                      | 10.0              |                | 21 novembre 2020              |
| OnePlus 9              | lemonade    |                      | 11.0              |                | 27 avril 2021                 |
| OnePlus 9 Pro          | lemonades   |                      | 11.0              |                | 31 mars 2021                  |
| OnePlus Nord CE 5G     |             |                      | 11.0              |                | 10 juin 2021                  |
| OnePlus N200 5G        |             |                      | 11.0              |                | 25 juin 2021                  |
| OnePlus Nord 2 5G      |             |                      | 11.0              |                | 28 juillet 2021               |
| OnePlus Nord CE 2      |             |                      |                   |                | Fevrier 2022                  |
| OnePlus 10 Pro 5G      | negroni     |                      | 12.0              |                | Mars 2022                     |
| OnePlus Nord 2T        |             |                      |                   |                | Mai 2022                      |
| OnePlus Nord CE 2 Lite |             |                      |                   |                | Mai 2022                      |
| OnePlus N20 5G         |             |                      |                   |                | April 2022                    |
| OnePlus 10T 5G         | ovaltine    |                      | 12.0              |                | Août 2022                     |
| OnePlus Nord N300      |             |                      |                   |                | Octobre 2022                  |
| OnePlus 11             | salami      | CPH2449              | 13.0              | Janvier 2023   | Février 2023                  |
| OnePlus Nord CE 3 Lite | larry       |                      |                   |                | Avril 2023                    |
| OnePlus Nord 3         | vitamin     |                      | 13.0              |                | Juillet 2023                  |
| OnePlus Open           | hedwig      |                      |                   |                | Octobre 2023                  |
| OnePlus 12             | waffle      | CPH2581              | 14.0              | Décembre 2023  | Janvier 2024                  |
| OnePlus 12R            | aston       |                      | 14.0              | Janvier 2024   | Février 2024                  |
| OnePlus Nord 4         | avalon      |                      | 14.0              | Juillet 2024   | Août 2024                     |
| OnePlus 13             | dodge       |                      | 15.0              | Janvier 2025   | Janvier 2025                  |
| OnePlus 13R            | giulia      |                      | 15.0              | Janvier 2025   | Janvier 2025                  |

### OnePlus 1 (One)
Le OnePlus One est dévoilé le 23 avril 2014 et proposé en deux versions : une version à 269 € avec 16 Go de stockage et une autre à 299 € avec 64 Go de stockage.
Particularité: Le OnePlus One ne pouvait pas s'acheter en magasin, il fallait une invitation.

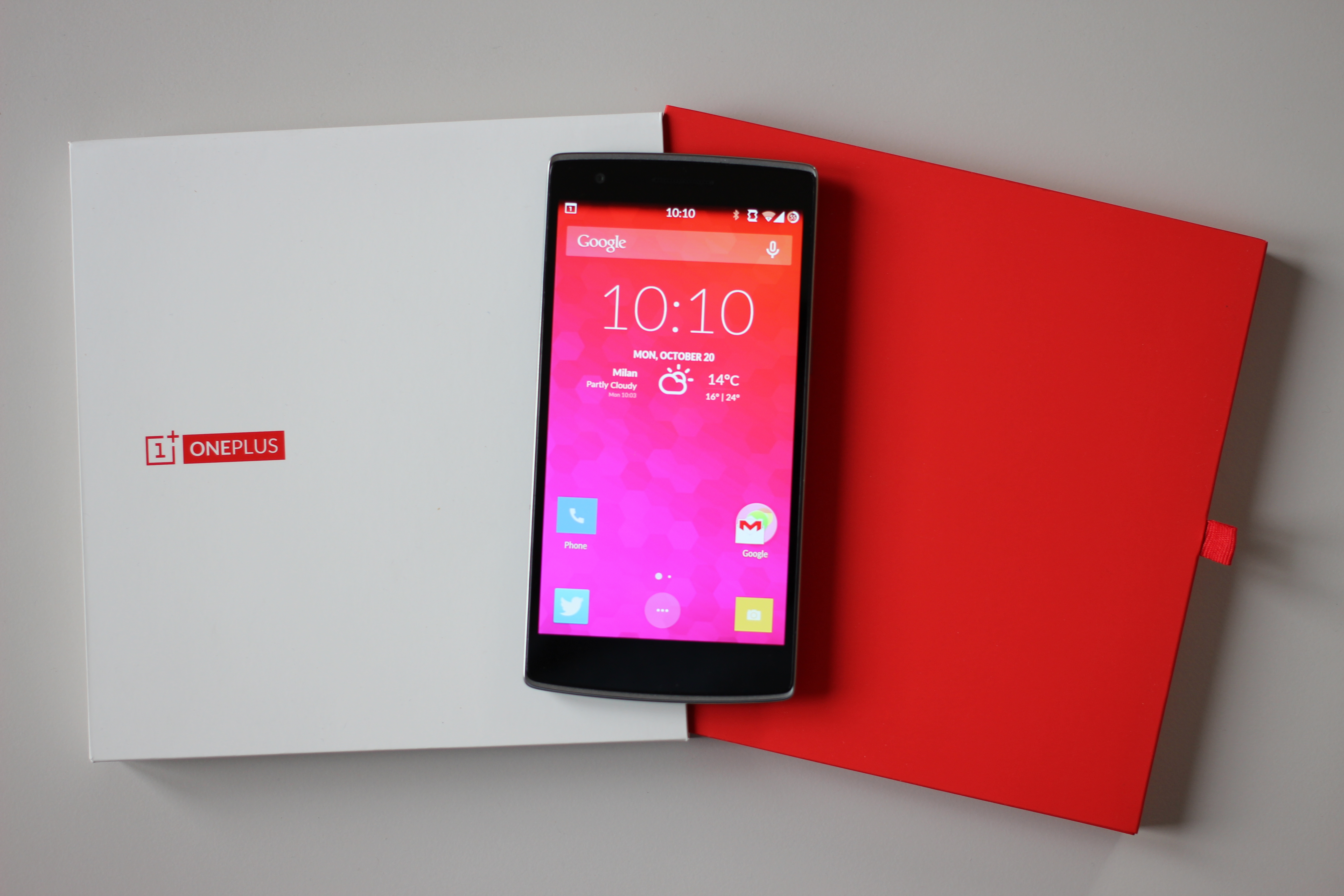
Le OnePlus One est le premier smartphone de la marque.

Il présente les caractéristiques suivantes :

### OnePlus 2
Le OnePlus 2 est dévoilé le 28 juillet 2015 et est commercialisé à partir du 11 août. Le smartphone est proposé au départ en deux versions : Une version à 339 € avec 16 Go de stockage et 3 Go de RAM[pertinence contestée] (avant que celle-ci ne soit réservé à l'Asie et en Inde) et une autre à 399 € avec 64 Go de stockage et 4 Go de RAM.[pertinence contestée] Malgré une coque interchangeable et retirable, le OnePlus Two ne propose ni slot SD, ni batterie amovible. Une décision justifiée par le fait que batterie amovible signifie plus petite batterie et que les cartes SD sont "un véritable cauchemar" pour les développeurs.
Autre décision ayant fait polémique, l'abandon de la technologie NFC. Selon Carl Peï, le fondateur, la technologie NFC était (en 2015) en technologie de niche, ne concernant qu'une minorité d'utilisateurs.
Il présente les caractéristiques suivantes :

### OnePlus X
Le OnePlus X est dévoilé à Londres le 29 octobre 2015 et commercialisé à partir du 5 novembre. Le smartphone est proposé au départ en deux versions : Onyx (version standard pour 269 €)[pertinence contestée] et Ceramic (édition limitée à 10 000 exemplaires vendu dès le 24 novembre à 369 €[pertinence contestée] et disponible uniquement en Europe et en Asie) avant d'être rejoint par une troisième version baptisée OnePlus X Champagne Edition qui sort le 22 décembre (date du deuxième anniversaire de la firme) au même prix que le modèle Onyx.
Il présente les caractéristiques suivantes :

### OnePlus 3 et OnePlus 3T
Le OnePlus 3 est dévoilé le 14 juin 2016 et est commercialisé 399 € dans le même mois. Comme le modèle précédent, il ne propose ni slot SD, ni batterie amovible. L'appareil est désormais constitué entièrement de métal dans un design dit "unibody" (Sans possibilité de retirer le dos). Il est livré avec Android 6.0.1 avec la surcouche Oxygen OS. Comme pour le OnePlus 2, il utilise un connecteur type C.
Le OnePlus 3T, « grand frère » du OnePlus 3, est présenté dans une Keynote le 15 novembre 2016 pour une commercialisation à 439 € le 28 novembre de la même année. C'est une version un peu améliorée du OnePlus 3, tournant toujours sous Android 6.0.1 avec la surcouche Oxygen OS.
Le 15 mars 2017, la société annonce, en partenariat avec la boutique parisienne colette, une nouvelle déclinaison de son smartphone en noir mat accompagné d'un logo colette sur l'arrière. Cette version sera disponible ultérieurement sous le nom de Midnight Black, mais sans le logo colette.

### OnePlus 5 et OnePlus 5T
Le OnePlus 5 est dévoilé le 20 juin 2017 et est commercialisé à partir de 499 € dans le même mois. Le smartphone est proposé au départ en deux versions : Une version à 499 € avec 6 Go de RAM et 64 Go de stockage et une autre à 559 € avec 8 Go de RAM et 128 Go de stockage. Il tourne sous Android 7.1.1 avec la surcouche OxygenOS.
OnePlus annonce comme pour le Oneplus 3T un partenariat avec la boutique colette.
Le OnePlus 5T est le successeur du OnePlus 5, il a été présenté le 16 novembre 2017. Le OnePlus 5T est une version améliorée du OnePlus 5. Comme principales nouveautés, on trouve un écran 6 Pouces en Full HD + en ratio 18:9 qui donne un aspect borderless, ainsi que le changement du deuxième capteur photo qui était un téléobjectif et est remplacé par un capteur de même focale que le premier. Celui-ci utilise la technologie « Intelligent Pixel » pour regrouper 4 pixels en 1 afin d’absorber davantage de lumière et ainsi réduire le bruit sur les photos à basse luminosité.
Le téléphone est vendu au même prix que son grand frère, le Oneplus 5.

### OnePlus 6 et OnePlus 6T
Le Oneplus 6 est le successeur du OnePlus 5T, il a été présenté le 16 mai 2018. Le OnePlus 6 est une version améliorée du OnePlus 5T. Comme principales nouveautés, on trouve un écran 6,28 pouces Optic AMOLED accompagné, pour la première fois chez OnePlus, d'une encoche.
Son prix de base à sa sortie était de 519,00 € / 699,00$CA.
Le OnePlus 6T est le successeur du OnePlus 6, et a été présenté le 30 octobre 2018 par la marque, qui en avait déjà fait une annonce via Twitter. Le OnePlus 6T est une version améliorée du OnePlus 6. Sur cette version du téléphone, nous retrouvons le lecteur d'empreinte digitale sur la face avant du mobile au détriment du port jack qui, lui, disparaît.
Son prix de base à sa sortie était de 559 à 639 € (variable selon le modèle) soit un prix plus cher que celui du OnePlus 6 à sa sortie.
Le 13 décembre 2018 sort une édition spéciale McLaren du OnePlus 6T, offrant la même fiche technique que la version haut de gamme du 6t classique mais avec 10 Go de RAM, ainsi qu'une nouvelle technologie de charge rapide baptisée WarpCharge30 qui promet de recharger 50 % de la batterie en 20 minutes. Cette édition spéciale offre également un nouveau coloris, proposant des lignes orangées sur les contours du téléphone, ainsi qu'un câble de charge tressé, toujours de couleur orange.

### OnePlus 7 et OnePlus 7 Pro
Les OnePlus 7 et 7 Pro sont les successeurs du OnePlus 6T, et ont été lancés le 14 mai 2019, lors d'un lancement en live présenté par le porte-parole de la marque, Akis Evangelidis.

### OnePlus 7T et Oneplus 7T Pro
Les OnePlus 7T et 7T Pro sont les successeurs des OnePlus 7 et 7 Pro. Le OnePlus 7T a été présenté le 26 septembre 2019  et le 7T Pro a été présenté le 10 octobre 2019.

### OnePlus 8, OnePlus 8 Pro et OnePlus 8T
Les OnePlus 8 et 8 Pro sont les successeurs des OnePlus 7T et 7T Pro. Le OnePlus 8 a été présenté le 14 avril 2020 lors d'un lancement en ligne, présenté par le porte-parole de la marque Ryan Fenwick. À l'occasion de ce lancement, la marque dévoilait une édition limitée d'accessoires en collaboration avec l'artiste français André.

### OnePlus 9 et OnePlus 9 Pro
Les OnePlus 9 et 9 Pro sont les successeurs des OnePlus 8 et 8 Pro.

### Nord, Nord CE 5G, Nord 2 5G et Nord CE 2 5G
La gamme Nord est un retour à l'origine de la marque OnePlus : smartphone avec excellent rapport qualité-prix, proche du haut de gamme.
Le Nord premier du nom à vu plusieurs évolutions (N10, N100, N200, CE) avant le lancement du OnePlus Nord 2 5G qui est son véritable successeur.
Le 16 novembre 2021 sort la version PAC-MAN Edition du OnePlus Nord 2. Esthétiquement la différence vient de la coque arrière fluorescente dans l'obscurité comportant un discret personnage jaune. La coque de protection fournie reste transparente mais avec des imprimés PAC-MAN. L'OS est personnalisé avec un thème de la célèbre boule jaune et comporte le jeu PAC-MAN 256.
En mars 2022 sort le OnePlus Nord CE 2 5G, évolution du Nord CE 5G.

### OnePlus 11
Le OnePlus 11 succède au OnePlus 10 Pro, et sort en février 2023

### OnePlus 12
Le OnePlus 12 succède au OnePlus 11, et sort en janvier 2024 en Europe

### OnePlus 12R
Le OnePlus 12R est une alternative à plus bas prix du OnePlus 12, et sort en février 2024 en Europe

## Ecouteurs

### Silver Bullets
Le 25 septembre 2014, OnePlus officialise son premier casque intra-auriculaire appelé Silver Bullets. L’impédance du casque est de 32 ohms, sa sensibilité est de 108 décibels et sa puissance maximum est des 20 milliwatts. Le câble mesure 1,1 mètre et comprend une télécommande déportée plutôt classique avec trois boutons en ligne et un microphone pour prendre les appels,.
Le 13 octobre, OnePlus présente une nouvelle paire d'écouteurs nommée E1+ signée JBL. D'un diamètre de 9 mm, les E1+ privilégient la richesse à la puissance (5 mW) avec une réponse en fréquence de 10  à   22 000 Hz et la technologie PureBass. De plus, le câble de 1,2 mètre est plat pour résister aux torsions,.
Le 16 mai 2018, OnePlus introduit ses nouveaux écouteurs sans-fil "Bullets Wireless" pour 69 € / 99$CA

### OnePlus Bullets Wireless
Ecouteurs bluetooth 4.1, mais les deux oreillettes sont liées entre elles par un fil contenant les commandes et la batterie.
Formats de transmission/compression CODEC supportés : SBC, AptX.

### OnePlus Bullets Wireless Z
Successeurs des OnePlus Bullets Wireless, ce sont des écouteurs bluetooth 5.0, mais les deux oreillettes sont liées entre elles par un fil contenant les commandes et la batterie. Drivers de 9,2 mm dynamique. Protection IP55.
Formats de transmission/compression CODEC supportés : SBC, AAC.

### OnePlus Buds
Ecouteurs bluetooth 5.0, totalement sans fil, chaque oreillette est indépendante. Drivers de 13,4 mm dynamique.
Formats de transmission/compression CODEC supportés : SBC, AAC.

### OnePlus Buds Z
Successeurs des OnePlus Buds, ce sont des écouteurs bluetooth 5.0, totalement sans fil, chaque oreillette est indépendante. Drivers de 10 mm dynamique. Protection IP55.
Boitier de rangement est de charge connecteur USB Type-C avec une capacité de 450 mAh.
Formats de transmission/compression CODEC supportés : SBC, AAC.

### OnePlus Buds Pro
Successeurs des OnePlus Buds, ce sont des écouteurs bluetooth 5.2, totalement sans fil, chaque oreillette est indépendante. Drivers de 11 mm dynamique. Protection IP55.
Formats de transmission/compression CODEC supportés : SBC, AAC, LHDC.

### OnePlus Buds Z2
Successeurs des OnePlus Buds Z, ce sont des écouteurs bluetooth 5.2, totalement sans fil, chaque oreillette est indépendante. Drivers de 11 mm dynamique. Protection IP55.
Boitier de rangement est de charge connecteur USB Type-C avec une capacité de 520 mAh.
Formats de transmission/compression CODEC supportés : SBC, AAC.

## Drones volants

### OnePlus DR-1
Lors du Mobile World Congress 2015, OnePlus annonce une surprise pour le mois d'avril. Le responsable marketing de la société indique que « ce ne sera pas une tablette, ni un bracelet connecté, mais quelque chose de différent » puis ajoute que ça sera « quelque chose qui viendra compléter l’écosystème OnePlus ». Sur Reddit au cours d’une session de questions/réponses, il est confirmé que la surprise s'avère être un drone meilleur que les modèles concurrents. L'entreprise dévoile sur son site qu'il s'agissait d'un poisson d'avril, le OnePlus DR-1 est bien un drone mais fait office de jouet.
Ses dimensions sont de 70 × 28 mm, le diamètre des quatre hélices ne dépasse pas les 30 mm, et il pèse environ 12,5 grammes. Il dispose d'une batterie de 100 mAh (3,7 V) qui peut être rechargée en 20 minutes et est capable de voler entre 5 et 8 minutes. Le produit est fourni avec quatre hélices de rechange, et se contrôle à partir d’une toute petite manette dotée de deux joysticks. Il est commercialisé à 19,99$[pertinence contestée].

## Montres

### OnePlus Watch
Première montre connectée de la marque avec un écran de 1,39 pouces AMOLED d'un définition de 454×454 (326ppi). Connectique bluetooth 5.0.

## Controverses

### Tests de performance faussés
Il est révélé en 2017 que la société a installé un programme dans Android afin de truquer les résultats dans les tests matériel benchmark de ses appareils,.

### Collecte des données personnelles
OnePlus collecte des données personnelles par le biais d'un module du système d’exploitation, « OnePlus Analytics ». Les données transmises concernent des éléments liés à l’utilisation du smartphone, en particulier les heures et le rythme de son déverrouillage, ainsi que sa géolocalisation, notamment par les réseaux Wi-Fi auxquels l’appareil se connecte. Les données sont transmises par l’application, parallèlement au numéro de série du smartphone, permettant à la société d’identifier un utilisateur en particulier pour obtenir différentes informations. À la suite de cette révélation l’entreprise chinoise se défend en précisant que la collecte est désactivable, expliquant qu’il s’agit de deux flux distincts de données chiffrées pendant leur transfert vers des serveurs Amazon. Toutefois seul le premier flux est désactivable, le second est notamment celui qui contient les informations sur l’appareil, dont le numéro de série. Peu de temps après l'entreprise promet des réglages de confidentialité plus visibles pour l'utilisateur.

### Porte dérobée
En novembre 2017, un développeur accède au mode super-utilisateur de son smartphone OnePlus à l'aide de quelques commandes et d'une application. Un programme nommé « EngineerMode », installé sur les OnePlus 3, 3T, et 5, et pouvant être utilisé comme une porte dérobée, serait conçu pour des tests de fonctionnement en usine. Ce dernier peut utiliser le GPS, vérifier le statut root, ou la mémoire du smartphone,.
Après cette révélation, le fabricant explique qu'il va supprimer dans l’application EngineerMode la fonction autorisant l’accès aux privilèges root. Cependant le développeur qui a mis en lumière cette application en découvre une autre liée au débogage. Nommée « OnePlusLogKit », elle permet la collecte de différentes données sur le téléphone, dont les positions GPS, les connexions Bluetooth, NFC, Wi-Fi, les problèmes de charge ou de performance. L'application peut copier des fichiers multimédia grâce à la fonction « GrabOtherActivity », les données sont ensuite stockées dans un répertoire sous forme non chiffrée. La collecte est désactivée cependant n’importe quelle application système peut l’activer,.